# Symfonie nr. 8 (Mjaskovski)
De Russische componist Nikolaj Mjaskovski componeerde zijn Symfonie nr. 8 in A-majeur in de jaren 1924-25. In een brief aan zijn vriend Sergej Prokofjev meldde hij tijdens het schrijven van de symfonie, dat het voorlopig zijn laatste zou zijn. In 1926 begon hij alweer aan nummer 9. Hij was van plan deze achtste de bijnaam Stepan Razin te geven, naar de 17e-eeuwse opstandige kozak die ook Glazoenov en Sjostakovitsj heeft geïnspireerd. Hij dacht dat een van de gebruikte melodieën afkomstig was van Razin, maar het bleek een melodie van Mili Balakirev te zijn. Hij moest dus op zijn schreden terugkeren. Toch is deze symfonie grotendeels gebaseerd op Russische volksliedjes, die verzameld waren door Mjaskovski's leermeester Nikolaj Rimski-Korsakov. Met name de delen 2 en 4 bevatten nog volksmuziek die teruggaat tot Stepan Razin. Deel 2 is geschreven in de ongebruikelijke maatsoort 7/4. De première werd gegeven door Mjaskovski's vriend Konstantin Saradzhev, een kennis uit de muziekkring rondom Pavel Lamm, waartoe ook de componist behoorde.

## Delen
1. Andante-Allegro
2. Allegro risoluto e con spirito
3. Adagio
4. Allegro deciso – piu animato - Tempo I

## Discografie
- Tsjechoslowaaks Radio Symfonieorkest o.l.v. Robert Stankovsky (Marco Polo 8.223297)
- Academisch Symfonieorkest van de Russische Federatie o.l.v. Jevgeni Svetlanov (Russian Disc RDCD 00655 / Olympia OCD 738 / Warner 2564 69689-8)

Symfonie nr. 1 · 2 · 3 · 4 · 5 · 6 · 7 · 8 · 9 · 10 · 11 · 12 · 13 · 14 · 15 · 16 · 17 · 18 · 19 · 20 · 21 · 22 · 23 · 24 · 25 · 26 · 27